# واجذب-یونش لیزری به کمک ماتریس
واجذب-یونش لیزری به کمک ماتریس (MALDI) یکی از نیرومندترین روش‌ها برای ورود نمونه‌ها با جرم مولوکولی بالا به دستگاه طیف‌سنج جرمی بدون احتمال تفکیک مولکول یا خوشه زایی است. در این روش یون مادر دیده می‌شود. پدر این روش سایش لیزری بود که مستقیماً نمونه مورد اصابت لیزر قرار می‌گرفت.

## روش اجرا
در این روش نمونه به نسبت خاصی در بافت (ماتریکس) رقیق می‌شود. به بافت حلال هم افزوده می‌شود. خاصیت بافت جذب قوی نور لیزر در منطقه فرابنفش یا فروسرخ است. تابش لیزر در طول موج‌های خاصی به حلال حاوری نمونه و بافت تابیده می‌شود و در نهایت یون‌ها در بالای سطح حلال تشکیل می‌شوند و با اعمال ولتاژ وارد دستگاه طیف سنج زمان پرواز می‌شوند.

## تاریخچه
پیش از ابداع این روش، روش دیگری بنام سایش لیزری موجود بود که در آن با پرتوی از لیزر فرایند گازی و یونی شدن نمونه برای دستگاه طیف سنج جرمی صورت میگرفت. این روش دارای معایبی به ویژه به دلیل برخورد مستقیم نور لیزر به نمونه بود. در سال ۱۳۶۷ فرانتز هیلن کاپ و میشل کاراز با استفاده از بافت به عنوان جاذب این روش نو را ابداع کردند.

## مکانیسم
با توجه به غلظت کم نمونه، به صورت مولکول‌های مجزا در حلال پخش می‌شود که توسط مولکول‌های بافت احاطه شده‌اند. بافت که جاذب قوی تابش است، با جذب تابش گرم می‌شود و حلال را گرم می‌کند. قبل از این مرحله بافت (ماده آلی) خشک می‌شود و یک بلور جامد تشکیل می‌شود. با گرم شدن  نمونه و بافت آن دو به صورت مجموعهٔ بافت - نمونه وارد فضای بالای بلور می‌شود. سپس طی فرایندی ناشناخته بافت از نمونه جدا می‌شود و انتقال الکترون صورت میگرد و نمونه به صورت یون مثبت در می آید (تنها یکی از فرایندهای پیشنهادی اینگونه است). سپس یون‌های وارد محفظه فضای پرواز طیف سنج می‌شوند. از مزیتهای جانبی این روش تجدید غلظت نمونه در محل مورد اصابت پرتوی لیزر است.

## کاربرد
کاربردهای این روش ورود نمونه به دلیل آنکه طیف‌های خلوت و دارای یون مادر به ویژه برای مولکول‌های سنگین دارد گسترده است. در بیوشیمی، تشخیص مولکول‌های بزرگ و ...ابزار مطمئنی بحساب می آید.